# Detective Conan: The Eleventh Striker
Detective Conan: The Eleventh Striker (jap. 名探偵コナン 11人目のストライカー Meitantei Konan: Jūichininme no sutoraikā) – japoński film anime wyprodukowany w 2012 roku, szesnasty film z serii Detektyw Conan. Piosenką przewodnią filmu była Haru uta śpiewana przez Ikimonogakari.
Film miał swoją premierę 14 kwietnia 2012 roku w Japonii przynosząc łączny dochód 3,29 mld ¥.

## Obsada
- Minami Takayama – Conan Edogawa
- Kappei Yamaguchi – Shinichi Kudō
- Rikiya Koyama – Kogorō Mōri
- Wakana Yamazaki – Ran Mōri
- Naoko Matsui – Sonoko Suzuki
- Ken’ichi Ogata – dr Hiroshi Agasa
- Megumi Hayashibara – Ai Haibara
- Yukiko Iwai – Ayumi Yoshida
- Ikue Ōtani – Mitsuhiko Tsuburaya
- Wataru Takagi – Genta Kojima
- Chafūrin – inspektor Jūzō Megure
- Wataru Takagi – Wataru Takagi
- Atsuko Yuya – Miwako Satō
- Isshin Chiba – Kazunobu Chiba
- Kazuhiko Inoue – inspektor Ninzaburō Shiratori
- Toshio Furukawa – inspektor Misao Yamamura
- Shigeru Chiba – Shinzō Yamamori
- Mirei Kiritani – Kaoru Kōda
- Hiroki Tōchi – Kazumasa Nakaoka
- Daiki Nakamura – Ryōsuke Sakaki
- Norihiro Inoue – Keiichirō Motoura
- Satsuki Yukino – Tomofumi Motoura
- Hiroyuki Yoshino – Takahiro Sanada
- Kazuyoshi Miura – Kazuyoshi Miura
- Minoru Inaba – Kōji Matsuzaki
- Rika Adachi – Rika Adachi
- Seiji Miyane – Seiji Miyane
- Shizuka Arai – Miyuki Tabeta
- Yasuhito Endō – Yasuhito Endō
- Seigō Narazaki – Seigō Narazaki
- Yasuyuki Konno – Yasuyuki Konno
- Kengo Nakamura – Kengo Nakamura